# Taintrux
Taintrux es una comuna francesa situada en el departamento de Vosgos, en la región de Gran Este.

## Demografía
| 867 | 863 | 1056 | 1383 | 1384 | 1367 | 1535 |
| Para los censos de 1962 a 1999 la población legal corresponde a la población sin duplicidades (Fuente: INSEE [Consultar]) |     |      |      |      |      |      |